# 五行思想
五行思想（ごぎょうしそう）または五行説（ごぎょうせつ）とは、古代中国に端を発する自然哲学の思想。万物は火・水・木・金・土（七曜の命令）の5種類の元素からなるという説である。
また、5種類の元素は「互いに影響を与え合い、その生滅盛衰によって天地万物が変化し、循環する」という考えが根底に存在する。
西洋の四大元素説（四元素説）と比較される思想である。

## 起源

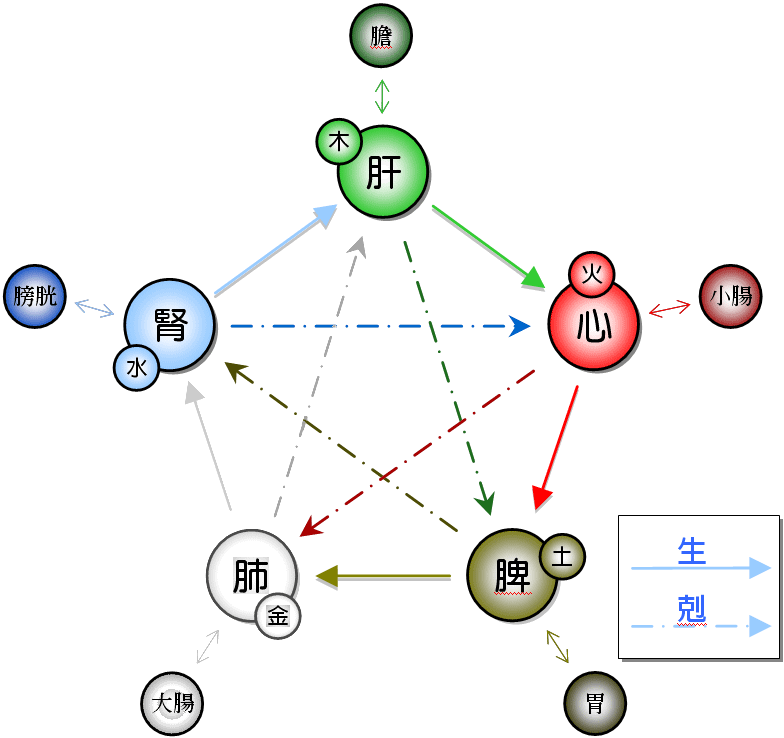
五臓と五腑。

「五行」という語が経典に現れたのは、『書経』の”甘誓”、”洪範”の章であった。甘誓篇の「五行」は五つの星の運行を示すものとする説もあり、五元素を指しているかは不明である。一方、洪範篇の方は火・水・木・金・土であると明言され、「五行」を五元素として見ている。そのため、今現在の意味としての「五行」は洪範篇が最古であるとされている。また、洪範篇では「五行」と五味を関連付けて解釈している。
戦国時代には、陰陽家の鄒衍や雑家の『呂氏春秋』などにより、五行説にもとづく王朝交替説（五徳終始説）が形成された。漢代には、王朝交替説が緯書などに継承されると同時に、陰陽説と結合して陰陽五行説が形成された。
元素を5つとしたのは、当時中国では5つの惑星が観測されていたためだったともいう。
「五」は四方に中央を加えたものであるとされる。それを明確に示したものとして『河図』と『洛書』がある。どちらも中央に「五」が置かれた構造ではあるが、『洛書』の場合は九星図を構成した図となっている。その後も『左伝』に五教・五節（音楽）・五味・五色・五声が、『国語』に五味・五色・五声・五材・五官などの言葉が見られる。

## 五行
自然現象の四季変化を観察し抽象化された、自然現象、政治体制、占い、医療など様々な分野の背景となる性質、周期、相互作用などを説明する5つの概念である。単に5種の基本要素というだけでなく、変化の中における5種の、状態、運動、過程という捉え方もされる。
木（もく）
「春」の象徴。木の花や葉が幹の上を覆っている立木が元となっていて、樹木の成長・発育する様子を表す。
火（か）
「夏」の象徴。光り煇く炎が元となっていて、火のような灼熱の性質を表す。
土（ど）
季節の変わり目、「土用」の象徴。植物の芽が地中から発芽する様子が元となっていて、万物を育成・保護する性質を表す。　
金（ごん/こん）
「秋」の象徴。土中に光り煇く鉱物・金属が元となっていて、金属のように冷徹・堅固・確実な性質を表す。
水（すい）
「冬」の象徴。泉から涌き出て流れる水が元となっていて、これを命の泉と考え、胎内と霊性を兼ね備える性質を表す。
四季の変化は五行の推移によって起こると考えられた。また、方角・色など、あらゆる物に五行が配当されている。そこから、四季に対応する五行の色と四季を合わせて、青春、朱夏、白秋、玄冬、といった言葉が生まれた。詩人、北原白秋の雅号は秋の白秋にちなんだものである。
| 五行                      | 木                              | 火                               | 土                          | 金                                       | 水                                  |
| ------------------------- | ------------------------------- | -------------------------------- | --------------------------- | ---------------------------------------- | ----------------------------------- |
| 五色                      | 青（緑）                        | 赤（朱色、紅色）                 | 黄                          | 白                                       | 黒                                  |
| 五方                      | 東                              | 南                               | 中央                        | 西                                       | 北                                  |
| 五時                      | 春                              | 夏                               | 土用                        | 秋                                       | 冬                                  |
| 五気                      | 陽・男性的                      | 陽・男性的                       | 土用・中性                  | 陰・女性的                               | 陰・女性的                          |
| 五星/五日                 | 歳星（木星）/木曜日             | 熒惑（火星）/火曜日              | 鎮星（土星）/土曜日         | 太白（金星）/金曜日                      | 辰星（水星）/水曜日                 |
| 九星                      | 三碧・四緑                      | 九紫                             | 二黒・五黄・八白            | 六白・七赤                               | 一白                                |
| 五虫                      | 鱗（魚と爬虫類）                | 羽（鳥）                         | 裸（ヒト）                  | 毛（獣）                                 | 介（カメ、甲殻類と貝類）            |
| 五麟                      | 聳孤（しょうこ）                | 炎駒（えんく）                   | 麒麟（きりん）              | 索冥（さくめい）                         | 角端（かくたん）                    |
| 五獣                      | 青竜                            | 朱雀                             | 黄竜や麒麟                  | 白虎                                     | 玄武                                |
| 五竜                      | 青竜（緑竜）                    | 赤竜（紅竜）                     | 黄竜（金竜）                | 白竜（銀竜）                             | 黒竜                                |
| 五海                      | 青海                            | 紅海                             | 黄海                        | 白海                                     | 黒海                                |
| 五官/五塵                 | 目/色（視覚）                   | 舌/触（触覚）                    | 口/味（味覚）               | 鼻/香（嗅覚）                            | 耳/声（聴覚）                       |
| 五音/五声                 | 牙音(ㄱ、ㅋ、ㄲ、＜ㆁ＞)、角/呼 | 舌音(ㄴ、ㄷ、ㅌ、ㄸ / ㄹ)、徴/言 | 唇音(ㅁ、ㅂ、ㅍ、ㅃ)、宮/歌 | 歯音(ㅅ、ㅆ、ㅈ、ㅊ、ㅉ / ＜ㅿ＞)、商/哭 | 喉音(ㅇ、＜ㆆ＞、ㅎ、＜ㆅ＞)、羽/呻 |
| 五情/五志                 | 喜/怒                           | 楽/喜・笑                        | 怨/思・慮（考）             | 怒/悲・憂                                | 哀/恐・驚                           |
| 五臓（六臓）/五腑（六腑） | 肝/胆                           | 心（心包）/小腸（三焦）          | 脾/胃                       | 肺/大腸                                  | 腎/膀胱                             |
| 五指                      | 薬指                            | 中指                             | 人差し指                    | 親指                                     | 小指                                |
| 五液                      | 涙                              | 汗                               | 涎                          | 涕                                       | 唾                                  |
| 五味（五禁）/五味の走る所 | 酸/筋                           | 苦/骨                            | 甘/営・智                   | 辛/気                                    | 鹹（塩辛さ）/精                     |
| 五主                      | 筋・爪                          | 血脈                             | 肌肉・唇                    | 皮毛                                     | 骨髄・髪                            |
| 五事                      | 貌                              | 視                               | 思                          | 言                                       | 聴                                  |
| 五果                      | 李                              | 杏                               | 棗                          | 桃                                       | 栗                                  |
| 五穀                      | 麻・胡麻                        | 麦                               | 米                          | 黍                                       | 大豆                                |
| 五菜                      | 韭                              | 薤                               | 山葵                        | 葱                                       | 藿（カク：豆の葉）                  |
| 五畜                      | 鶏                              | 羊                               | 牛                          | 馬                                       | 豚                                  |
| 五常（五徳）              | 仁                              | 礼                               | 信                          | 義                                       | 智                                  |
| 五経                      | 楽                              | 書                               | 詩                          | 礼                                       | 易                                  |
| 五変                      | 握                              | 憂                               | 噦                          | 欬                                       | 慄                                  |
| 五神                      | 魂                              | 神                               | 意                          | 魄                                       | 志                                  |
| 十干十二支                | 甲・乙/寅・卯・辰               | 丙・丁/巳・午・未                | 戊・己/辰・未・戌・丑       | 庚・辛/申・酉・戌                        | 壬・癸/亥・子・丑                   |
| 八卦                      | 雷・風                          | 火                               | 山・地                      | 天・沢                                   | 水                                  |

## 五行の関係

五行の色、四季、方位を表した図。

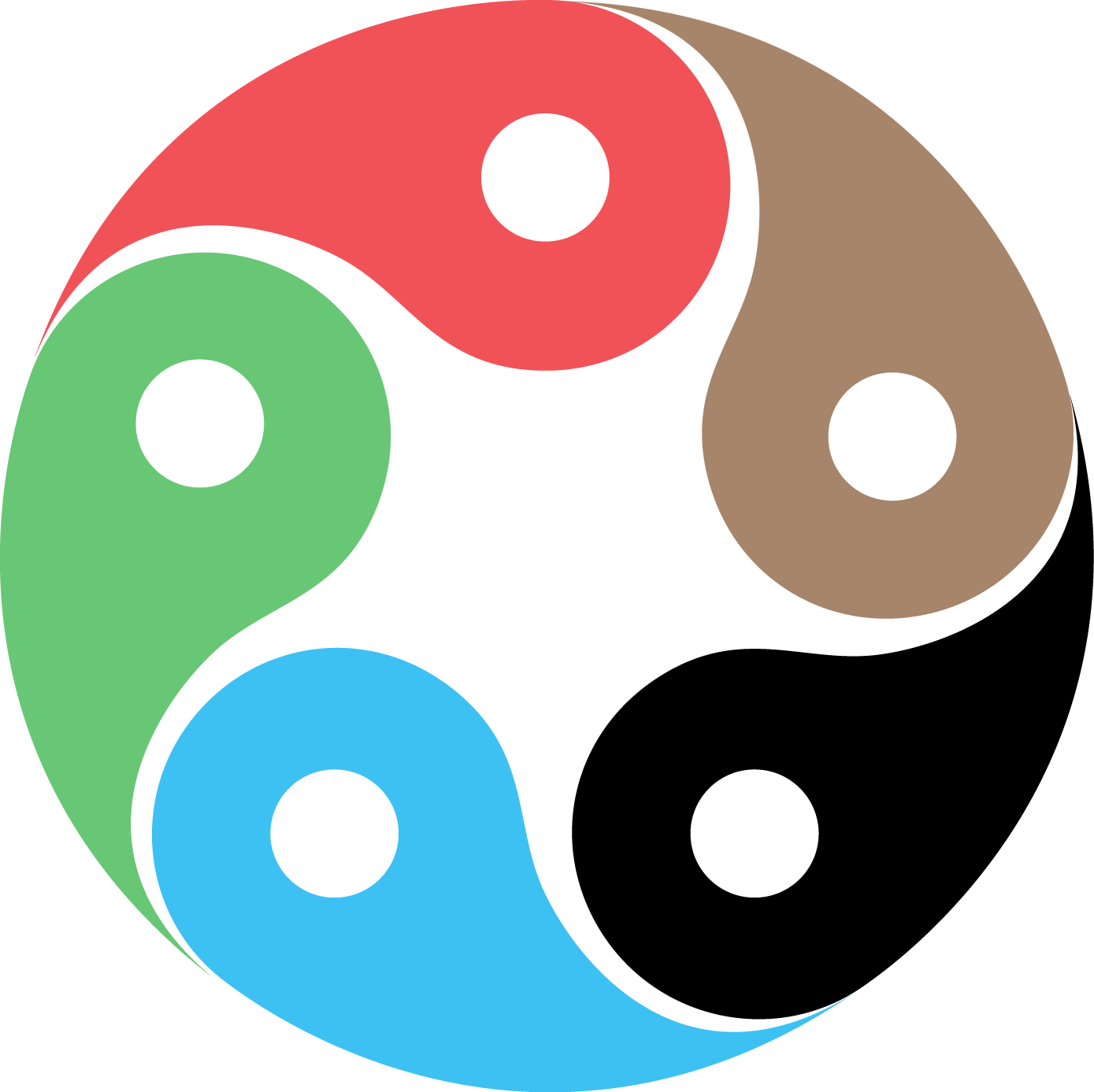
西洋版の五行図。

五行の互いの関係には、「相生」「相剋」「相乗」「比和」「相侮」という性質が付与されている。

### 相生（そうじょう）
順送りに相手を生み出して行く、陽の関係。
木生火（もくしょうか／きしょうひ）
木は燃えて火を生む。
火生土（かしょうど／きしょうつち）
物が燃えればあとには灰が残り、灰は土に還る。
土生金（どしょうきん／どしょうごん）
鉱物・金属の多くは土の中にあり、土を掘ることによってその金属を得ることができる。
金生水（きんしょうすい／ごんしょうすい）
金属の表面には凝結により水が生じる。
水生木（すいしょうもく／みずしょうき）
木は水によって養われ、水がなければ木は枯れてしまう。

### 相剋（そうこく）

相剋関連図。

相手を打ち滅ぼして行く、陰の関係。
木剋土（もっこくど）
木は根を地中に張って土を締め付け、養分を吸い取って土地を痩せさせる。
土剋水（どこくすい）
土は水を濁す。また、土は水を吸い取り、常にあふれようとする水を堤防や土塁等でせき止める。
水剋火（すいこくか）
水は火を消し止める。
火剋金（かこくきん／かこくごん）
火は金属を熔かす。
金剋木（きんこくもく／ごんこくもく）
金属製の斧や鋸は木を傷つけ、切り倒す。
元々は「相勝」だったが、「相生」と音が重なってしまうため、「相克」・「相剋」となった。「克」には戦って勝つという意味があり、「剋」は「克」にある戦いの意味を強調するために刃物を表す「刂」を「克」に付加した文字である。同様に克に武器を意味する「寸」を加えた尅を使うこともある。

### 相乗（そうじょう）
乗とは陵辱する、相剋が度を過ぎて過剰になったもの。
木乗土
木が強すぎて、土を克し過ぎ、土の形成が不足する。
土虚木乗
土自身が弱いため、木剋土の力が相対的に強まって、土がさらに弱められること。
土乗水
土が強すぎて、水を克し過ぎ、水を過剰に吸収する。
水虚土乗
水自身が弱いため、土剋水の力が相対的に強まって、水がさらに弱められること。
水乗火
水が強すぎて、火を克し過ぎ、火を完全に消火する。
火虚水乗
火自身が弱いため、水剋火の力が相対的に強まって、火がさらに弱められること。
火乗金
火が強すぎて、金を克し過ぎ、金を完全に熔解する。
金虚火乗
金自身が弱いため、火剋金の力が相対的に強まって、金がさらに弱められること。
金乗木
金が強すぎて、木を克し過ぎ、木を完全に伐採する。
木虚金乗
木自身が弱いため、金剋木の力が相対的に強まって、木がさらに弱められること。

### 比和（ひわ）
同じ気が重なると、その気は盛んになる。その結果が良い場合にはますます良く、悪い場合にはますます悪くなる。
木洩水
木は水を枯渇させる
水洩金
水は金属を錆びさせる
金洩土
金は土を貧弱にする（浸食、鉱物の破壊的な採掘）
土洩火
土は火を窒息させる
火洩木
火は木を燃やす（森林火災）

### 相侮（そうぶ）
逆相剋。侮とは侮る、相剋の反対で、反剋する関係にある。
木侮金
木が強すぎると、金の克制を受け付けず、逆に木が金を侮る
金虚木侮
金属製の鋸が木を切ることができず、鋸が折れる
金侮火
金が強すぎると、火の克制を受け付けず、逆に金が火を侮る
火虚金侮
火が金を熱することができず、火が衰えて消える
火侮水
火が強すぎると、水の克制を受け付けず、逆に火が水を侮る
水虚火侮
水が火を消すことができず、水が蒸発する
水侮土
水が強すぎると、土の克制を受け付けず、逆に水が土を侮る
土虚水侮
土が水を吸収することができず、土が水に押し流される
土侮木
土が強すぎると、木の克制を受け付けず、逆に土が木を侮る
木虚土侮
木が土の養分を吸い取れず、木が枯れる

### 相剋と相生
相剋の中にも相生があると言える。例えば、土は木の根が張ることでその流出を防ぐことができ、土からの養分によって木や作物を育てられる。水は土に流れを抑えられることで、谷や川の形を保つことができ、土は水分によって干ばつを防ぐことができる。金は火に熔かされることで、包丁や鋸などの金属製品となり、木は刃物によって切られることで机や椅子などの木工製品に加工される。火は水によって消されることで、一切を燃やし尽くさずにすむ。
逆に、相生の中にも相剋がある。木が燃え続ければ火はやがて衰え、水が溢れ続ければ木は腐ってしまい、金に水が凝結しすぎると金が錆び、土から鉱石を採りすぎると土がその分減り、物が燃えた時に出る灰が溜まり過ぎると土の処理能力が追いつかなくなる。
森羅万象の象徴である五気の間には、相生・相剋の2つの面があって初めて穏当な循環が得られ、五行の循環によって宇宙の永遠性が保証される。
相生相剋には主体客体の別があるため、自らが他を生み出すことを「洩」、自らが他から生じることを「生」、自らが他を剋することを「分」、自らが他から剋されることを「剋」と細かく区別することがある。

## 中国の王朝と五行相生・相剋
中国の戦国時代末期の書物『呂氏春秋』は五行の相剋の説を使って王朝の継承を解釈した。それぞれ王朝には五行のうちの一つの元素に対応した「徳」が充てられた。そして、その王朝の正色もそれに対応して、元素としてその「徳」の色になった。例えば、殷王朝の徳は金徳で、その正色は白だった。前の王朝が衰え、新しい王朝が成立した時、新しい王朝の徳が前の王朝の徳に勝ったことにより、前の王朝から中国の正統性を受け継いだ。例えば、周王朝の火徳は殷王朝の金徳に勝ったとされた。これは鄒衍の五徳説から発展した思想である。五徳説は、周の世を基準として黄帝の世までを五行で解釈したものである。色を配したのは管子幼官篇からだとされる。また、この五徳に準じて王朝ごとに歳首を変更していた。例えば、殷王朝は夏王朝の12月を、周王朝は夏王朝の11月を正月とした。
後漢王朝以降、中国の王朝は五行の相克の代わりに相生の説を使って王朝の継承を解釈した。例えば、隋朝の火徳は唐朝の土徳を生み出したとされた。

## 時令と五行
四季に中央の「土」を加えた五季時令は、『管子』幼官篇、四時篇、五行篇の他、『呂氏春秋』十二紀、『礼記』月令などがあげられる。四時篇から十干の配当がなされ、「土」が夏と秋の間に置かれるようになった。また、五行篇では各季節を七十二日間としている。五季時令は『淮南子』天文訓、『史記』天官書、『漢書』律暦志に受け継がれ、発展していく。

## 日本神話における五行
日本では中世以来、記紀の伝える神話を五行説で解釈しようとする動きがあり、それら諸説の中でも比較的有名なのは『神皇正統記』の説で、水徳の神が国狭槌尊、火徳の神が豊斟渟尊、木徳の神が泥土瓊尊・沙土瓊尊、金徳の神が大戸之道尊・大苫辺尊、土徳の神が面足尊・惶根尊だとしている。水戸学などの儒学者や陰陽師の間で議論された。